# Christian Benoit
Pour les articles homonymes, voir Benoît.
Christian Benoit est un militaire et historien français. Après une carrière dans l'armée où il finit au grade de Lieutenant-colonel, il intègre le Service historique de l'armée de terre, chargé du département Symbolique et traditions. Il est l'auteur de plusieurs ouvrages d'histoire militaire.

## Publications
- Le Soldat et la putain, éd. Pierre de Taillac, 2013
- Christian Benoît, Gilles Boëtsch, Antoine Champeaux et Éric Deroo, Le sacrifice du soldat : corps martyrisé, corps mythifié, Ivry-sur-Seine Paris, ECPAD CNRS éd, 2009, 136 p. (ISBN 978-2-271-06879-8)
- Christian Benoît, Antoine Champeaux, Éric Deroo et Maurice Rives, Un rêve d'aventure : des troupes coloniales aux troupes de marine : 1900-2000, Panazol, Lavauzelle, 2000 (ISBN 978-2-7025-0460-4)